# Stereocidaris
Stereocidaris is een geslacht van zee-egels uit de familie Cidaridae. Het geslacht omvat zowel recente soorten als soorten die uitsluitend van fossiele vondsten bekend zijn.

## Beschrijving
Het zijn gewone zee-egels: de (schaal) is min of meer bolvormig, beschermd door radiolen (stekels), waarbij het geheel een pentaradiale symmetrie volgt (centraal van orde 5) die de mond (peristoom) verbindt in het midden van de orale zijde (onderste) van de anus (periproct) op de aborale top (bovenste pool).Dit genre wordt gekenmerkt door de volgende specificiteiten:
- De schaal is bijzonder dik en robuust, zeer afgerond.
- De apicale schijf is dicyclisch, met een diameter vergelijkbaar met die van het peristoom. Alle genitale plaatjes zijn vergelijkbaar in grootte. Alle platen zijn dicht bedekt met knobbels (en dus radiolen).
- De ambulacrale gebieden zijn bochtig, de paren poriën zijn smal en ongeconjugeerd.
- De tussenliggende platen worden doorkruist door diepe groeven en dragen geperforeerde knobbels en niet gekarteld, op areolen diep verzonken en omgeven door scrobiculaire knobbels.
- De scrobische knobbels zijn duidelijk gedifferentieerd. Buiten hun cirkel presenteert de test een dichte en uniforme granulatie.
- De primaire radiolen zijn volumineus en robuust, spoelvormig, versierd met dunne stekelribben.

## Soorten
Levend
- Stereocidaris alcocki (Anderson, 1894)
- Stereocidaris capensis Döderlein, 1901
- Stereocidaris excavata Mortensen, 1932
- Stereocidaris grandis (Döderlein, 1885)
- Stereocidaris granularis Mortensen, 1928
- Stereocidaris hawaiiensis Mortensen, 1928
- Stereocidaris indica Döderlein, 1901
- Stereocidaris ingolfiana Mortensen, 1903
- Stereocidaris leucacantha A. Agassiz & H.L. Clark, 1907
- Stereocidaris microtuberculata (Yoshiwara, 1898)
- Stereocidaris nascaensis Allison, Durham & Mintz, 1967
- Stereocidaris purpurascens Mortensen, 1928
- Stereocidaris reducta Mortensen, 1939
- Stereocidaris sceptriferoides Döderlein, 1887
- Stereocidaris squamosa Mortensen, 1928
- Stereocidaris stylifera Mortensen, 1928
- Stereocidaris sulcatispinis Mortensen, 1928
- Stereocidaris tubifera Mortensen, 1928

Uitgestorven
- Stereocidaris baileyi Fell, 1962 †
- Stereocidaris bolli Krenkel, 1928 †
- Stereocidaris cudmorei Philip, 1964 †
- Stereocidaris destefanii Innocenti, 1924 †
- Stereocidaris fosteri Philip, 1964 †
- Stereocidaris hispida Philip, 1964 †
- Stereocidaris hudspethensis Cooke, 1955 †
- Stereocidaris hutchinsoni Fell, 1954 †
- Stereocidaris inermis Philip, 1964 †
- Stereocidaris intricata Philip, 1964 †
- Stereocidaris jaekeli Krenkel, 1928 †
- Stereocidaris rugensis Krenkel, 1928 †